# 美國陸軍第1特種部隊群
第1特種部隊群（英語：1st Special Forces Group，1st SFG）是美國陸軍特種部隊的的單位之一，任務是在整個美國印太司令部的作戰區域部署和執行九項任務，分別是非常規作戰、外國內部防禦、直接行動、反叛亂、特種偵察、反恐、資訊作戰、反擴散、安全部隊援助。

## 歷史
第1特種部隊群的血統可以追朔到第二次世界大戰期間的第1特種勤務部隊第一團第1營第2連。
1955年，布拉格堡第77特種部隊群將其第12、第13、第14、第16特種作戰部隊分遣隊轉移至太平洋地區。1957年6月24日，第1特種部隊群在沖繩巴克納堡建立。越南戰爭期間，第1特種部隊群派出隊伍前往越南進行每次為期六個月的臨時執勤。第1特種部隊群也在沖繩北部建立哈迪營戰鬥訓練中心，專門訓練準備派往越南的特種部隊、海豹突擊隊和美國海軍陸戰隊。
隨著越南戰爭結束，美軍行動的重點從亞太地區轉移到歐洲，第1特種部隊群於1974年在布拉格堡解編。後來軍方認為東亞需要一支能夠進行非常規作戰的部隊，因此第1特種部隊群第1營A連於1984年3月15日在華盛頓州路易斯堡重啟，並被派往日本鳥居站，第2營、第3營、群部連、支援連於同年9月4日在華盛頓州路易斯堡正式重新啟用。第1特種部隊群主要負責太平洋司令部的作戰區域，但也經常前往在東亞以外的地區執行任務，例如海地的捍衛民主行動、阿富汗的持久自由行動。
2002年2月開始，第1特種部隊群被派駐在菲律賓南部進行非常規作戰，協助菲律賓政府打擊恐怖組織。

## 組織
第1特種部隊群下轄四個營，第1營駐紮在沖繩鳥居站，而第2營、第3營、第4營駐紮在路易斯堡。

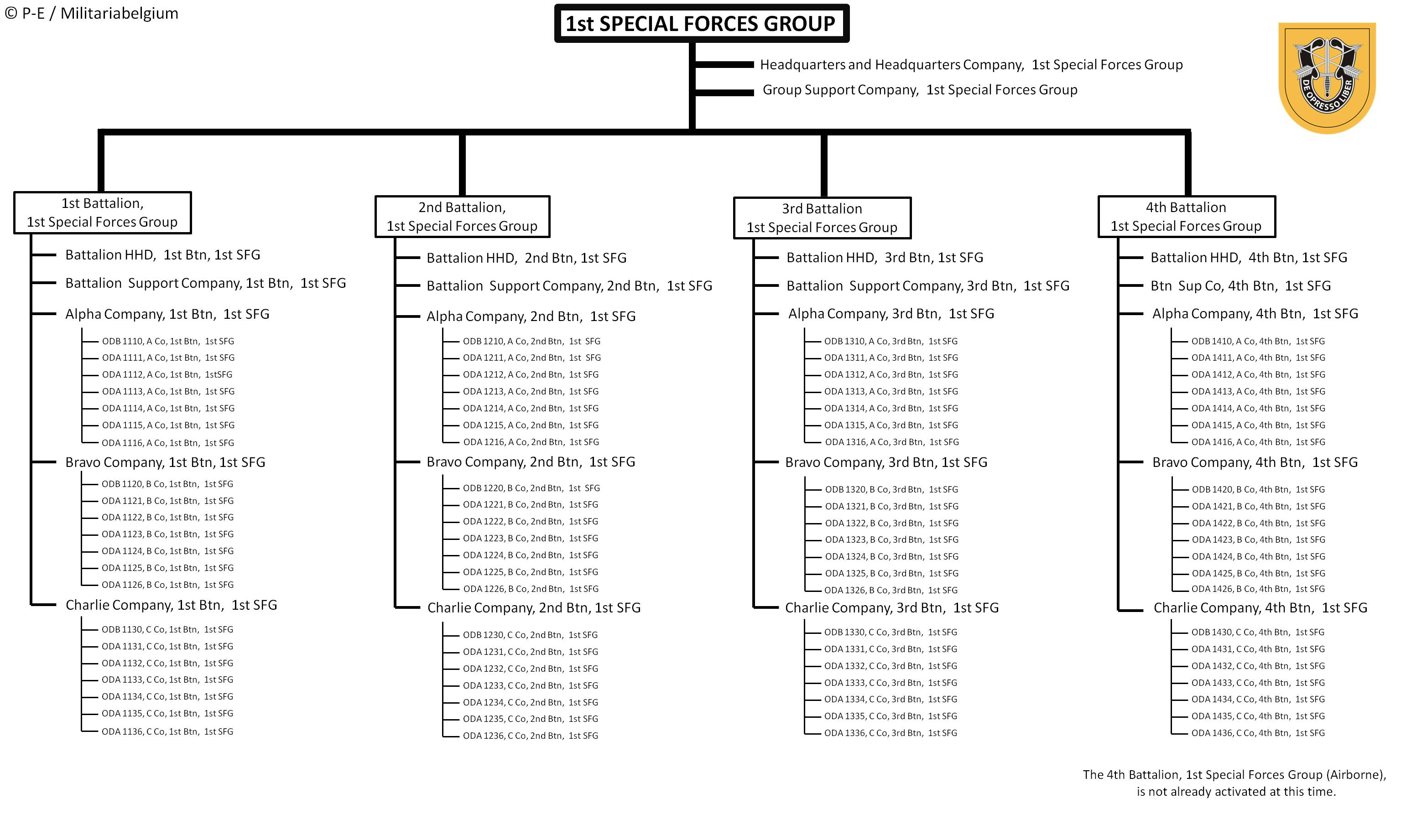
第1特種部隊群的組織結構。

- 群部與群部連
- 第1營
  - 營部與營部分遣隊
  - A連
  - B連
  - C連
  - 營支援連
- 第2營
  - 營部與營部分遣隊
  - A連
  - B連
  - C連
  - 營支援連
- 第3營
  - 營部與營部分遣隊
  - A連
  - B連
  - C連
  - 營支援連
- 第4營
  - 營部與營部分遣隊
  - A連
  - B連
  - C連
  - 營支援連
- 群支援連

## 知名人物
- 哈利·克拉瑪（英语：Harry Griffith Cramer Jr.）上尉－隸屬於第1特種部隊群第14特種作戰部隊分遣隊，首位在越南殉職的美軍。
- 理查德·里斯（英语：Richard Morgan Rees）上尉－隸屬於第1特種部隊群，最後一位在越南殉職的美軍。
- 內森·查普曼（英语：Nathan Chapman (soldier)）上士－隸屬於第1特種部隊群，首位在阿富汗殉職的美軍。